# Räsä
Räsä eller Räsäjärvi är en sjö i kommunen Kouvola i landskapet Kymmenedalen i Finland. Sjön ligger 99,5 meter över havet. Arean är 27 hektar och strandlinjen är 2,9 kilometer lång. Sjön  ingår i Kymmene älvs huvudavrinningsområde.   Den ligger omkring 91 km norr om Kotka och omkring 150 km nordöst om Helsingfors. 